# H. D. F. Kitto
H. D. F. Kitto, pseudonimo di Humphrey Davy Findley Kitto (Stroud, 6 febbraio 1897 – Bristol, 21 gennaio 1982), è stato un grecista britannico.

## Biografia
Nato e cresciuto nel Gloucestershire in una famiglia originaria della Cornovaglia, studiò lettere classiche al St. John's College dell'Università di Cambridge e conseguì il dottorato all'Università di Bristol nel 1920. Successivamente insegnò letteratura greca all'Università di Glasgow dal 1921 al 1940, quando tornò a Bristol prima in veste di professore e poi, dal 1962, di professore emerito.
Studioso della tragedia greca e traduttore di Sofocle, è noto prevalentemente per il suo saggio The Greeks, edito per la prima volta nel Regno Unito da Penguin nel 1951 e poi tradotto nelle principali lingue europee. Il saggio ripercorre la storia e cultura greca da Omero al declino delle poleis. Nel 1962 fu candidato al Premio Nobel per la letteratura.
Sposato con Ann Kraft dal 1928, ebbe un figlio e una figlia.

## Opere tradotte in italiano
- I Greci, traduzione di F. Guidi, Firenze, Sansoni, 1958.